# امبلین
امبلین' (به انگلیسی: 'Amblin)، فیلم کوتاهی محصول سال ۱۹۶۸ آمریکا است. این فیلم، اولین فیلم کامل استیون اسپیلبرگ با دوربین ۳۵میلی‌متری است. فیلم یک داستان کوتاه عاشقانه است، که دورهٔ هیپی‌ها در اواخر دههٔ ۱۹۶۰ را روایت می‌کند و در مورد یک زوج زن و شوهر جوان است که راه خودشان را از طریق بیابان به یک ساحل بهشتی می‌گیرند. این فیلم صامت است، اما با یک موسیقی گیتار آکوستیک به عنوان موسیقی‌متن فیلم، از آعاز تا پایان همراه است.